# معركة طريق اليونان– بورما
معركة طريق اليونان– بورما (منتصف مارس – أوائل أبريل 1942) هي اسم المعركة التي شهدت تدخل الجيش الصيني لمساعدة حلفائهم البريطانيين في حملة بورما عام 1942. كانت القوات مؤلفة من الجيش السادس والستين والخامس والسادس تحت قيادة قوة المشاة الصينية في بورما، بقيادة اللواء جوزف ستيلويل، واللواء لو تشوي ينج مسؤوله التنفيذي.
في فبراير 1942، أصدر اللواء لو تشوي ينج تعليماته للجيش الخامس بالانتقال من غرب يونان إلي محيط تونجو وجنوبا في بورما. في 8 مارس 1942، وصلت عناصر متقدمة من الفرقة مائتين من الجيش الخامس إلي تونجو، وتولي مواقع دفاعية من القوات البريطانية. تم توجيه الجيش السادس للانتقال من كونمينج إلي الحدود البورمية التايلاندية. وصلت عناصرها الرئيسية إلي موشي ومونج بان ومونج تون في منتصف مارس. وصل الجيش السادس والستين لاحقًا إلى لاشيو وماندالاي كاحتياطي ولمساعدة القوات البريطانية في عملياتها.

## معارك حملة يونان- بورما
معارك حملة يونان- بورما:
- 18-19 مارس 1942، معركة تشياو
- 20-23 مارس 1942، معركة اوكتوين، بالقرب من اوكتوين
- 24-30 مارس 1942، معركة تونجو، في مدينة تونجو وحولها.
- 5 أبريل 1942، معركة يداشي، بالقرب من يداشي.
- 10-16 أبريل 1942، معركة نهر سزوا، علي نهر سزوا شمال غرب يداشي.
- أوائل أبريل 1942، معركة موشي وباتو، بالقرب من موشي
- 17 أبريل 1942، معركة باولاك، بالقرب من باولاك
- 17-19 أبريل 1942، معركة يونان يونج.
- 17 أبريل 1942، معركة بينمانا، بالقرب من بينمانا.
- 20 إبريل 1942، معركة لويكاو، بالقرب من لويكاو.
- 20-24 أبريل، معركة هوبونج – تاينجي، بالقرب من هوبونج وتاينجي.
- 25 أبريل 1942، معركة ليليم، في محيط ليليم.
- 29 أبريل 1942، معركة لاشيو، بالقرب من لاشيو.
- 1 مايو 1942، معركة سينوي.
- 6– 31 مايو 1942، معركة سالوين.
- 23 مايو 1942، معركة الطريق السريع Hsipaw-Mogok

## وصلات خارجية
- خريطة بورما في الحرب العالمية الثانية.
- خريطة طبوغرافية NE 47-1 بيينمانا.
- خريطة طبوغرافية NE 47-5 تونغو.
- خريطة طبوغرافية NE 47-13 يامتن.
- خريطة طبوغرافية NF 47-14 مونج بان، لمعركة لويلم.
- خريطة طبوغرافية NF 47-6، لمعركة لاشيو.
- خريطة طبوغرافية NF 47-5 مايمو.
- خريطة يابانية لمعركة تونجو، منتدى تاريخ المحور.
- منتدى تاريخ المحور: القسم الصيني 200: أوصاف الإجراءات اللازمة!
- صورة جوية لتونغو عام 1944.